# Beattie Ramsay
Pour les articles homonymes, voir Ramsay.
William Beattie Ramsay (né le 12 décembre 1895 à Lumsden province de la Saskatchewan - mort le 30 décembre 1952 à Régina) est un joueur canadien de hockey sur glace.

## Carrière de joueur
Il a remporté à la Coupe Allan avec les Granites de Toronto. L'équipe a été choisie pour représenter le Canada aux Jeux olympiques de 1924. Elle a remporté l'or.